# Aeroporto Internazionale Cassidy
L'aeroporto Internazionale Cassidy (in inglese Cassidy International Airport) (IATA: CXI, ICAO: PLCH) è un aeroporto situato a nord di Banana, un villaggio dell'isola Christmas nelle Kiribati.

## Struttura
La struttura, posta a 1,5 m s.l.m. (5 ft), comprende un piccolo terminal aeroportuale e una pista con superficie in asfalto lunga 2103 m e larga 30 m (6 900 × 98 ft), con orientamento 08/26.

## Storia
L'aeroporto fu costruito durante la Seconda guerra mondiale da un battaglione del genio militare (i Seabees) della United States Navy, la marina militare degli Stati Uniti d'America, e fu chiamato "Casady Field" in onore del capitano Wilbur Layton Casady, di cui l'aereo si schiantò vicino all'isola il 23 marzo 1942. Non si sa perché il suo cognome è stato storpiato in seguito.
I lavori di costruzione iniziarono nel novembre 1941 e l’aeroporto fu finito nel gennaio 1942.

## Collegamenti
Fiji Airways collega l’aeroporto con uno stop settimanale fra Nadi (Figi) e Honolulu (Hawaii).
Air Kiribati assicura i voli domestici con Tabuaeran e Teraina.